# 이탈리아 총리
이탈리아 총리는 이탈리아의 정부수반이자 실질적인 직책이다. 정식 명칭은 이탈리아 공화국 각료회의 의장(이탈리아어: Presidente del Consiglio dei ministri della Repubblica Italiana 프레시덴테 델 콘실리오 데이 미니스트리 델라 레푸블리카 이탈리아나[*])으로, 본 직책의 역할을 이유로 대한민국을 포함한 몇몇 국가에서는 통칭 총리 혹은 수상으로도 부른다.
이탈리아의 총리와 내각은 의회(의 의원들), 정당, 최종적으로는 유권자들에게 자신들의 정책과 행동에 대한 공동 책임이 있다. 이탈리아의 현임 총리는 조르자 멜로니이다.

## 같이 보기
- 이탈리아의 대통령